# TaqMan

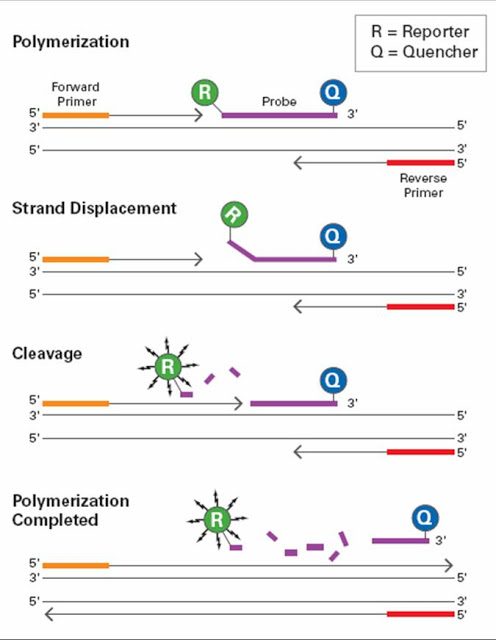
Schematizzazione del funzionamento di una sonda TaqMan

TaqMan è il nome di una serie di sonde utilizzate per aumentare la specificità della real time PCR. Il metodo, descritto per la prima volta nel 1991, si basa sull'utilizzo di un oligonucleotide marcato con un fluoroforo a una estremità mentre nell'altra estremità è presente un quencher. 
Sfruttando l'attività 5'→3' esonucleasica della Taq polimerasi, dopo la normale fase di annealing della PCR, l'enzima esplica la propria attività esonucleasica scindendo il fluoroforo dal resto della molecola durante l'ibridazione. Pertanto, ad ogni ciclo, dopo irradiazione del campione viene emessa una fluorescenza in quantità proporzionale al DNA target che diviene così facilmente quantificabile. Quando invece il fluoroforo si trova vicino al quencher quest'ultimo ne smorza l'emissione di fluorescenza tramite trasferimento di energia per risonanza.
Il nome TaqMan deriva dal videogioco Pac-Man (Taq polimerasi + PacMan = TaqMan) richiamandone il principio di funzionamento. La tecnica trova comunemente utilizzo in biologia molecolare e nella diagnostica di laboratorio di diverse malattie infettive.

## Applicazioni
I test basati su sonda TaqMan sono ampiamente utilizzati nella PCR quantitativa nei laboratori medici e di ricerca:
1. Saggi di espressione genica: Le sonde TaqMan vengono utilizzate per quantificare i livelli di espressione genica misurando la quantità di mRNA presente in un campione. Ciò aiuta a comprendere la regolazione e la funzione dei geni in vari processi biologici.[4]
2. Farmacogenomica: In farmacogenomica, i test TaqMan aiutano a identificare le variazioni genetiche che influenzano le risposte individuali ai farmaci. Queste informazioni possono essere utilizzate per personalizzare i trattamenti medici per ottenere risultati terapeutici migliori.
3. Genotipizzazione dell'antigene leucocitario umano (HLA): I test TaqMan vengono utilizzati nella genotipizzazione HLA per determinare la compatibilità per il trapianto di organi. Una tipizzazione HLA accurata è fondamentale per abbinare donatori e riceventi e ridurre al minimo il rigetto del trapianto.[5]
4. Determinazione della carica virale nei campioni clinici: Le sonde TaqMan vengono utilizzate per quantificare la quantità di RNA o DNA virale in campioni clinici, come quelli di pazienti con HIV o epatite. Il monitoraggio della carica virale è essenziale per diagnosticare le infezioni e valutare l’efficacia delle terapie antivirali.[6]
5. Identificazione batterica: I test TaqMan possono identificare specie batteriche in campioni clinici o ambientali. Questa applicazione è importante per diagnosticare le infezioni batteriche e condurre ricerche microbiche.
6. Quantificazione del DNA: La qPCR basata sulla sonda TaqMan è un metodo affidabile per misurare la quantità di DNA in un campione. Ciò è utile in vari campi, inclusa la scienza forense, dove è necessaria una quantificazione precisa del DNA per l'analisi genetica.[7]